# Tony Murena
Antonio Murena, dit « Tony Murena », est un accordéoniste et compositeur, né le 24 janvier 1915 à Borgo Val di Taro (province de Parme, Italie), et mort le 29 janvier 1971 à Saint-Germain-en-Laye.
Accordéoniste virtuose, au jeu fin et au phrasé élégant, doublé d’un excellent bandonéoniste, Tony Murena fut très tôt attiré par le jazz. Il est l'auteur du classique Indifférence.

## Biographie
En 1923, les parents du jeune Antonio émigrent en France, comme de nombreux Italiens. La famille s'installe à Nogent-sur-Marne. Grâce à un oncle qui lui offre son premier instrument, il s'initie très tôt aux sonorités de l'accordéon. Jouant le répertoire du musette, il commence alors à « faire les bals » à l'âge de 9 ans, après que son oncle lui a offert un accordéon chromatique. Lancé par son cousin Louis Ferrari, il débute rapidement les cabarets (Le Chantilly, L'Ange Rouge) et les music-halls.
Il s’initie au bandonéon en 1932 et commence à jouer dans des formations de tango à la mode. Il intègre ainsi les meilleurs orchestres de tango de l'époque, ceux de Rafaël Canaro et d'Eduardo Bianco. Avec son quintette, il est notamment le second accordéoniste du Balajo, rue de Lappe à Paris, et demande à Jo Privat de le remplacer. Il joue à La Silhouette, à La Boule Noire, à La Java, au Pré Catelan et au Ciro's. Matelo Ferret est souvent son accompagnateur.
Pendant la guerre, Murena est contacté par Glenn Miller pour rejoindre son orchestre ; la mort du tromboniste en 1944 empêchera la réalisation du projet.
Son premier fils, nommé Tony Murena (lui-même ayant pour nom de naissance ANTONIO Murena) naît le 24 décembre 1944, à Paris, rue des Martyrs (d'où l'origine de son nom de scène).
En 1947 il joue au Cambodge devant le roi Norodom Sihanouk, lui-même accordéoniste. Il se produit en Amérique du Sud, en Italie, en Allemagne, en Suisse.
Il adhère à la SACEM le 27 janvier 1948 sous le parrainage de Léon Agel (éditeur) et de Louis Péguri (compositeur et accordéoniste), date à laquelle il dépose pas moins de 111 compositions.
En 1949 il achète un dancing rue de Courcelles, Le Mirliton, où viendront parfois faire le bœuf Stéphane Grappelli et Django Reinhardt. L’année suivante, il rencontre Astor Piazzolla aux États-Unis.
Il a participé à l'émission Swing contre Musette sur Radio-Luxembourg, dans laquelle Émile Prud'homme, Émile Carrara et Jo Privat représentent la partie musette tandis que Gus Viseur, Tony Murena et Freddy Balta défendent le swing.
En 1958, il fonde l'Orchestre musette de Radio Luxembourg avec Marcel Azzola, André Verchuren et Louis Ledrich qui accompagne des artistes de variété. Il anime également l'émission de télévision 36 Chandelles. Durant toutes les années d'après-guerre il a connu un très grand succès comme le prouve son intense production discographique. Par la suite, surtout dans les années 1960, il cédera comme beaucoup d'autres accordéonistes à la mode du musette « populaire » et commercial.

## Répertoire
Au cours de sa vie, Tony Murena a joué avec de nombreux guitaristes : Django Reinhardt, Lucien Gallopain, Sarane Ferret, Matelo Ferret, Henri Crolla, Didi Duprat. Grand styliste de l'accordéon, au même titre que Gus Viseur ou que Jo Privat, on lui doit quelques chefs-d'œuvre comme Passion ou Indifférence (cosignés par Joseph Colombo).
Tony Murena a composé plus de 200 morceaux,, seul ou en collaboration avec avec de très nombreux accordéonistes (Joseph Colombo, Louis Péguri, Jo Privat, Marcel Azzola, André Verchuren...) ou des guitaristes comme les frères Ferret, et ce dans tous les genres pratiqués à l'époque, valse, tango, paso doble, mazurka, fox-trot, swing, polka.
Cependant son répertoire ne se limitait pas à ses propres compositions puisqu'il a joué et enregistré des morceaux dans le registre musette traditionnel (Le Dénicheur, Mon Amant de Saint-Jean) mais a également beaucoup fait pour renouveler le répertoire de l'accordéon en jouant du swing et du jazz américain ainsi que ses propres compositions, au même titre et au même niveau qu'un Gus Viseur par exemple, dès les années 1940 et encore plus dans l'immédiat après-guerre.
Le répertoire de ses œuvres musicales dans le catalogue de la BnF ne compte pas moins de 650 références, mélangeant partitions, disques enregistrés comme accordéoniste ou comme chef d'orchestre, avec des partitions dès 1935 (Feuilles d'automne, caprice) ou 1936 (Impressions nocturnes et Passion) alors qu'il a à peine plus de vingt ans, jusqu'à Le Tricheur et Fradino (tous deux avec Gus Viseur) en 1969.

## Discographie
Tony Murena a enregistré une quantité impressionnante de disques, depuis les premiers 78 tours des années 1930 et 1940, notamment chez Odéon qui lui a permis d'enregistrer pendant la seconde guerre mondiale ses grands chefs-d'œuvre Indifférence et Passion en 1942 sur le même 78 tours, ainsi que des titres swing de sa composition ou des titres de jazz américain. Plus tard il a enregistré de nombreux 45 tours et des 33 tours notamment chez Barclay,.
Plusieurs compilations lui ont été entièrement consacrées : Valse et swing, Silex, 1992, Accordéon swing Vol 2, Forlane, 1996, Les années Odéon, ILD, 2001 et enfin une compilation de 3 CD chez Frémeaux et associés en 2012 qui rassemble ses titres de la période 1939-1949 : Tony Murena, Swing Accordéon 1939-1949, réf FA 5369.
Dans la compilation Swing de Musette, réf IMP 047, 1996, il apparaît aux côtés de Gus Viseur, Emile Carrara, Vetese Guerino et Médard Ferrero, pour interpréter leurs propres titres des années 1940, dont des collaborations avec Joseph Colombo, ainsi que des morceaux de jazz américain.
A la fin de sa carrière, c'est-à-dire dans les années 1950 et 1960, il a publié plusieurs albums dans un style plus musette traditionnel, délaissant ses créations plus originales et son versant jazz ou swing, notamment avec des pochettes où il apparaît avec sa casquette typiquement musette et des titres évocateurs comme Reine de musette, Le dénicheur, Pleins feux sur Tony Murena, Ça gaze, Bal musette, Musette Party...

## Émission de radio
Une émission de radio de 28 min retraçant sa carrière lui a été consacrée par Félicien Brut sur France Musique :
Le fabuleux destin de...Tony Murena, diffusée le 28 novembre 2021 (émission Brut d'accordéon).
Introduction : Accordéoniste virtuose, compositeur brillant, jazzman de renom, Tony Murena est un des monuments de l'histoire de l'accordéon.
https://www.radiofrance.fr/francemusique/podcasts/brut-d-accordeon/tony-murena-2652434

## Annexe